# Вријеме прошло — вријеме садашње
„Вријеме прошло — вријеме садашње” је југословенска телевизијска серија снимљена 1986. године у продукцији ТВ Сарајево.

## Епизоде
| Сезона | Епизода | Назив        | Датум          |
| ------ | ------- | ------------ | -------------- |
| 1      | 1       | Салко и Ибро | 21. маја 1986. |
| 1      | 2       | Анђа         | 28. маја 1986. |
| 1      | 3       | Марија       | 4. јуна 1986.  |
| 1      | 4       | Метко        | 11. јуна 1986. |

## Улоге
| Глумац                | Улога                    |
| --------------------- | ------------------------ |
| Јадранка Матковић     | (2 еп. 1986)             |
| Адем Чејван           | Салко (1 еп. 1986)       |
| Емир Хаџихафизбеговић | Метко Мемић (1 еп. 1986) |
| Заим Музаферија       | Ибро (1 еп. 1986)        |
| Ајна Печенко          | Анђа (1 еп. 1986)        |
| Злата Когелник        | (1 еп. 1986)             |
| Минка Блечић          | (1 еп. 1986)             |
| Харис Бурина          | (1 еп. 1986)             |
| Владо Гаћина          | (1 еп. 1986)             |
| Јасмин Гељо           | (1 еп. 1986)             |
| Ранко Гучевац         | (1 еп. 1986)             |
| Наташа Иванчевић      | (1 еп. 1986)             |
| Драган Јовичић        | (1 еп. 1986)             |
| Младен Нелевић        | (1 еп. 1986)             |
| Фарук Софић           | (1 еп. 1986)             |
| Влајко Шпаравало      | (1 еп. 1986)             |
| Миодраг Трифунов      | (1 еп. 1986)             |

Комплетна ТВ екипа ▼
| Редитељ    | Весна Марић      | (4 еп. 1986) |
| Сценариста | Нађа Мехмедбашић | (4 еп. 1986) |